# Дарко Радомировић
Дарко Радомировић (рођен 8. августа 1977. године) је српски пензионисани тркач на средње стазе који се специјализовао за дисциплину 1500 метара. Представљао је СР Југославију на Летњим олимпијским играма 2000. године у трци на 1500 метара за мушкарце.

## Спортска каријера
Радомировић је прво почео да тренира атлетику у Новом Пазару, где је бриљирао у трчању на средње стазе да би на крају тренирао и такмичио се са Атлетски клуб Партизан.
Радомировић је своје прво велико међународно такмичење истрчао на Европском првенству у атлетици 1998. године, где је трчао на 1500 метара за мушкарце у првом кругу, истрчавши време 3:46,86 (мин:сек).
На Летњим олимпијским играма 2000. године трчао је прву трку на 1500 метара за мушкарце у конкуренцији светске класе и истрчао је време 3:43,57. Био је само четири секунде спорији од квалификација за следећу рунду.
Након Олимпијаде, Радомировић је наставио да се такмичи у међународним такмичењима још две године пре него што је пао са радара међународне атлетике у периоду између 2002. и 2005. године. Радомировић је трчао на 1500 метара за мушкарце на Светском првенству у дворани 2001. године у времену од 3:46.36. Радомировић је 2002. године на Европском првенству у атлетици у дворани 2002. године трчао на 1500 метара за мушкарце у времену 3:54,40.
У јулу 2005. године Радомировић се вратио на међународно такмичење, трчањем на 1500 метара за мушкарце на Медитеранским играма 2005. године у времену 3:48,08. Само месец дана касније, трчао је на 1500 метара за мушкарце на Летњој Универзијади 2005. године. у времену 3:48.41.